# 사천 나들목
사천 나들목(Sacheon IC)은 경상남도 진주시 정촌면 예하리, 사천시 축동면 사다리에 걸쳐 있는 남해고속도로의 21번 교차로(나들목)이다. 나들목 진출입로는 사천시 축동면 배춘리와 접하고 있으며, 진주시 정촌면 및 사천시 축동면, 사천읍내로 진출할 수 있다. 인근에 사천공항이 있다. 1990년대 사천 나들목 인근 선형개량으로 나들목 형태가 변경되었으며, 2011년 12월 21일 축동 나들목 ~ 산인 분기점 확장으로 인해 이설되었다.

## 연혁
- 1973년 11월 14일 :  남해고속도로 순천 ~ 부산 구간 개통과 함께 통행 개시[1]
- 1997년 7월 31일 : 1998년 12월까지 나들목 요금소 설치를 위해 사천시 도시계획시설 교통광장 면적 변경[2]
- 1997년 11월 3일 : 진주시 도시계획시설 교통광장에 축동면 일원을 사천 나들목으로 고시[3]
- 2006년 12월 4일 : 나들목 개량을 위해 사천시 도시계획시설 교통광장에 사천시 축동면 사다리 일원을, 진주시 도시계획시설 교통광장에 정촌면 예하리 일원을 사천 나들목으로 고시[4]
- 2013년 4월 9일 : 나들목 접속부 변경을 위해 사천시 도시계획시설 교통광장 면적 변경[5]

## 구조물 정보
- 위치: 경상남도 진주시 정촌면 예하리, 사천시 축동면 사다리
- 영업소: 경상남도 사천시 축동면 사천대로 2189

## 접속하는 도로
- 사천대로, 진주대로 (국도 제3호선, 국도 제33호선)
- 간접 연결 : 지방도 제1002호선 (서삼로, 사천IC사거리 이용)

## 교통량 정보
| 요금소        | 통행량 (대/일) | 통행량 (대/일) | 통행량 (대/일) | 통행량 (대/일) | 통행량 (대/일) | 통행량 (대/일) | 통행량 (대/일) | 통행량 (대/일) | 통행량 (대/일) | 통행량 (대/일) | 각주  |
| 요금소        | 2001년         | 2002년         | 2003년         | 2004년         | 2005년         | 2006년         | 2007년         | 2008년         | 2009년         | 2010년         | 각주  |
| ------------- | -------------- | -------------- | -------------- | -------------- | -------------- | -------------- | -------------- | -------------- | -------------- | -------------- | ----- |
| 사천 (폐쇄식) | 11,020         | 12,372         | 13,157         | 13,348         | 13,247         | 11,377         | 11,778         | 12,116         | 12,782         | 12,595         | [ 6 ] |
| 요금소        | 2011년         | 2012년         | 2013년         | 2014년         | 2015년         | 2016년         | 2017년         | 2018년         | 2019년         |                | [ 6 ] |
| 사천 (폐쇄식) | 12,546         | 12,983         | 13,597         | 14,003         | 14,833         | 15,349         | 15,780         | 15,773         | 16,054         |                | [ 6 ] |